# 休特 (愛達荷州)
休特（英語：Huetter）是一個位於美國愛達荷州庫特內縣的城市。

## 地理
休特的座標為47°42′14″N 116°50′56″W / 47.70389°N 116.84889°W，而該地的平均海拔高度為653米（即2142英尺）。

## 人口
根據2020年美國人口普查的數據，休特的面積為0.12平方千米，當中陸地面積為0.12平方千米，而水域面積為0.00平方千米。當地共有人口104人，而人口密度為每平方千米867人。